# ナインボール

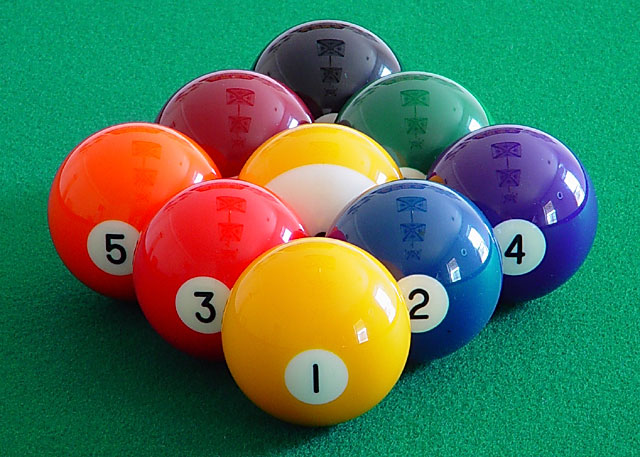
プレイヤーから見た初期配置例。テキサスエクスプレスルールでは1番（先頭の黄色球）と9番（中央の黄色球）以外は自由に並べることができる。

ナインボール（英: Nine-ball）は、ビリヤードのゲームの一つ。プレイヤーは通常2人。1番から9番までのカラーボール9個と手球1個の計10個の球を使い、手球を番号順に的球に当ててポケットに落としていく。最終的に9番のボールを落としたプレイヤーの勝利となる。
映画『ハスラー2』の影響により、爆発的人気を博したことで有名。そのため、日本ではナインボールがスタンダードなゲームとして広く認知されている。しかし、実際は狙える的球が1つしかないという制約が厳しく、単純なルールのわりにそれほど簡単なゲームとは言えない。初心者向けにナインボールを易しくしたゲームとして、ネオナインボールが考案されている。

## ゲームの流れ

### バンキング
先攻、後攻を決めるためバンキングを行う。プレイヤー2人が同時に手球をヘッドラインからフット側の短クッションに向かって真っ直ぐ撞き、戻って来た手球がヘッド側の短クッションにより近い方が先攻/後攻を選択できる。
勝負が微妙な場合は審判（居なければ第三者）に確認を求め、判断しきれない僅差ならやり直し。
- 漫画「キング・オブ・ザ・ハスラー」内で、コーナーポケットの角を利用してより手前に手球を寄せた側が選択権を得るという描写があるが、ルール上はあくまでも短クッションに近い側が選択権を得る。

先に撞いた側の手球が前方の短クッションで跳ね返り、静止するまでにもう一方が手球を撞かなければ、その者は先攻/後攻の選択権を失う。また撞き出した手球が短クッションの中央同士を結んだラインを超えて相手側に入った場合、長クッションに当たった場合また手球がスクラッチした場合は失格、無条件で負けである。ふたりとも失格ならばやり直す。
なお正式な試合でない限り、必ずしもバンキングを行う必要はなく、じゃんけんなどで決めても良い。
また、一般のビリヤード場では普通カラーボールを直接撞く行為は禁止されているが、
バンキングに関しては二つの的球を使い、直接撞くことになっている。

### ラック
正三角形あるいはひし形をしたラックと呼ばれる器具を用いて、公式の大きな試合であればレフェリーが、通常はブレイクショットを行わない人間がラックを組むことが一般的であったが、後述するラックスポットシールやラックシートの普及により2009年頃からブレイクショットを行うプレイヤーが自らラックを組むセルフラックと呼ばれるルールが採用され始め、現在ではセルフラックが一般化している。
1番を先頭、9番を中央に置き、短クッションから見て縦長の菱形にラックを組む。この際、1番がフット・スポットの上に来るようにする。1番と9番以外のカラーボールの配置は自由である（テキサス・エキスプレス・ルール、後述）が、セルフラックの際には2番を最後列に配置することが一般的である。
従来は、木やプラスティック製の三角形のラック（もしくはトライアングル）と呼ばれる道具を使用するのが通常だったが、その後、よりボールを密着させることを追求し、アメリカでサルド・タイトラックが出現、さらに日本でラシャに貼るラックシール、薄いプラスティックでできたラックシートなどが開発され、今日では国際試合でも使用されるようになっている。
念願の「密着」実現と公平なラック、そしてラックに要する時間の短縮など利点も大きいが、ウイングのボールが「即死」するので、トラブルの無い配置を淡々と取りきるゲームが多くなる。
弱いブレイクで配置をつくりマスワリを重ねる展開が増え、ショー・スポーツとして見所が少なくなるとの声も大きい。

### ブレイクショット
先攻のプレイヤーはまずブレイクショットを行う。手球はヘッドラインの内側であれば、自由な位置に置いてよい。なおブレイクでは手球を最初に1番に当てなければならない。
ブレイクショットで1個以上の的球がポケットされた場合、プレイヤーは続けてプレイすることができる。反対に、的球がポケットされなかった場合（ブレイクノーイン）、相手のプレイヤーに交代する。
近年、ラックシート等の採用により弱いブレイクショットで手球及び的球の配置をコントロールすることが可能となった。しかしショー・スポーツの観点において力強いブレイクショットはナインボールというゲームの一つの見せ場でもあり、それをスポイルすることの無いようブレイク時にポケットした的球とヘッドラインを通過した的球の合計が3を超えなければ合法的なブレイクとはみなさない、等のルールをオプションとして採用することがある。
ナインボールでは手球を左右どちらかの長クッション付近に置き、レールブリッジから撞き出す、いわゆるサイドブレイクが主流であり、アマチュア・プロを問わず多くのプレイヤーがこれを採用している。

### シュートアウト
ブレイク後の配置は運に頼るところが大きく、場合によっては手球を最小番号の的球に当てることが不可能なことすらあり得る。スポーツとして、運によって勝敗が決することを防止するため、以下に述べる「シュートアウト」というルールが採用されることがある。
ブレイクショットでファールがあった場合を除きブレイクショット後の次の球を撞くプレイヤーは「シュートアウト」と宣言することにより、的球に構わず手球を好きな位置に向かって撞き、難解な配球を相手プレーヤーへ渡してショットするかしないかを選択させることができる。この場合、後述する共通ファールを除く全てのファールが免除される。
これによりシュートアウトを行うプレイヤーは、自身にとって都合がよく、相手にとって都合の悪い配置を作り出すという駆け引きが生じる。シュートアウトは特にプロの試合においては、ほぼ必ず採用されているルールであるが、アマチュアの試合においては採用されない場合も多い。
シュートアウトという呼び名は日本国内では一般的であるが、海外では「プッシュ」と呼ばれることが多い。

### 勝敗の決定
テーブル上にある一番小さな番号のカラーボールを的球とし、手球を的球に当てて（この行為をショットという）順番にポケットしていき、最終的に9番を合法的にポケットしたプレイヤーの勝利となる。的球をポケットすることに成功した場合、プレイヤーは継続してショットすることができるが、ポケットに失敗した場合やファウル（反則）があった場合は相手のプレイヤーに交代する。
ショット後、手球や的球の振る舞いによって他の的球がポケットされてもそれはセーフプレイ（ファウルにならないプレイ）である。このため、途中で9番が間接的にポケットされてゲームが終了することもある。ブレイクショットで9番がポケットされることもあり、これはブレイクエースと呼ばれる。
ゲームは通常セットマッチ形式で行い、5セット先取した方が勝ち（5先という）などとあらかじめ決めておく。セットマッチの場合、ブレイクは交互に行うか（交互ブレイク、オルタネイト・ブレイク）、勝利したプレイヤーが行うか（勝者ブレイク、ウィナーズ・ブレイク）の二通りがある。

### ファウル
以下はファウルとして扱われる。
- 手球が一番小さい番号の的球以外の的球に最初に当たった場合。
- 手球がいずれの的球にも当たらなかった場合。（ノータッチ・ファウル）
- 手球が的球に当たった後、テーブル上のいずれの球もクッションに当たらず、またポケットもされなかった場合。（ノークッション・ファウル）

以下は他のゲームにも採用されている共通ファウル。
- スクラッチ（手球がポケットされること）
- ショットなど必要な場面以外で身体やキューが球に触れた場合。（球触り）
- 手球を撞いた後、再度ティップが手球に触れた場合。（二度撞き）
- テーブルの外にボールが飛び出した場合。
- 両足を床から離してショットした場合。

USナインボールにおいては、ファウルを犯した場合、相手のプレイヤーは手球を自由なところに置いてプレイを続行できるが（これをフリーボールという）、ジャパンナインボール（後述）などでは特殊な配置で再開しなければならない。
またブレイク時にノークッション・ファウルやノータッチ・ファウルがあった場合、現状からフリーボールで再開する方法と、再度ブレイクからやり直す方法が選択できる。その際ブレイクを行うのは当然ファウルを犯したプレイヤーの次のプレイヤーである。
また3回連続でファウルを犯した場合、その時点で負けとなる。これをスリーファウルといい、それを誘う高等技術（セーフティプレイ）もある。

## ルール

### USナインボール（テキサス・エキスプレス・ルール）
テキサス・ルールとも。1992年、米国のビリヤード雑誌「ビリヤード・ダイジェスト」(1992年2月号)にて初出。以降、世界的に普及していき、最も広く競技されるルールとなった。特徴として、ファウルの際にポケットされた的球やテーブル外に誤って落ちた9番以外の的球はフットスポットへ戻さない、ラックの位置は1番と9番以外自由である、などその名の通りゲームをスピーディーに行うための工夫がなされている。

### ジャパン、5-9 （ごっきゅー）
どちらも変則ルールのナインボールで、特定の球に点数がついておりポケットした得点の合計にて争う。サイドポケット（長辺にある2つのポケット）に落とすと得点が2倍になるなど、ギャンブル性が非常に高いことでも有名。ローカルルールが多数存在すると考えられ、得点条件やファウル後の処理も比較的複雑である。5-9では5番と9番の2球のみが得点の対象となるが、ジャパンでは3,5,7,9番の4球が対象になるなど細部のルールが異なる。東日本では5-9、西日本ではジャパンが好まれる傾向にあるようである。

### APA(JPA)ナインボール
American Poolplayers Association(APA)がUSナインボール・テキサス・エクスプレス・ルールを基にして独自の得点システム・ハンディキャップシステムを盛り込んで作成したナインボールの一種。日本ではJapanese Poolplayers Association(JPA)が競技方法の管轄を行っている。
競技方法は通常のUSナインボールと同様に最小番号のボールよりポケットしていくが、1～8番のボールをポケットするごとに1点、9番ボールをポケットした場合は2点の得点を獲得できるようになっており、先に目標となる「上がり点」(後述)に達したほうが勝ちとなる点が異なる。つまり9番ボールだけを多くポケットしても勝ちとならない。
また、的球をポケットした際にファウルとなった場合、いずれのプレイヤーの得点にもならない無効球(デッドボール)としてカウントされる。例えばブレイクで1番ボール、3番ボールがポケットされたのにスクラッチしてしまった場合、無効球2個としてカウントされ、プレイは相手の手球フリーから続行される。この無効球はゲームの途中で合法的に9番ボールが落とされた場合にも発生し、例えばブレイクで9番ボールのみが入るブレイクエースとなった場合、残り8個の的球がすべて無効球となる。そのため、1ラックは「すべてのプレイヤーの得点＋無効球を合せて必ず10点」で構成されるようになっており、スコアの付け間違いがないかの検算に利用される。
上がり点は各プレイヤー毎の腕前に応じて割り振られる。APAでは独自のコンピュータシステムを利用し、各プレイヤーの試合毎の情報をコンピュータに蓄積しており、この情報を基に統計分析を行って客観的な腕前を数値化している。この数値化された腕前はS/L(Skill Level、スキルレベル)という概念へ置き換えられる。上がり点はこのS/Lに応じて決定されることになる。例えばS/L1のビギナーであれば14ポイント、最高のS/L9となる超上級者であれば75ポイントが割り振られる。なお、試合で負け続きであればS/Lは下がることもある。
個人における対戦ルールは以上だが、正規のリーグ運営者が行うセッションリーグ(約3ヶ月)では最高8名を1チームとし、各地域毎に6～8チームが参加する「ディビジョン」という小単位でラウンドロビントーナメントを毎週行っている。1度の試合にはメンバのS/L合計が23以下となるような5名を編成して臨み、各チームのホームとなるビリヤード場を巡りながらチームポイントを競う。
チームポイントは一人の対戦で最高20点が得られるが、負けたプレイヤーにも獲得した点数に応じて分配される。例えば、負けたプレイヤーが後1点で上がれる状態であれば負けたプレイヤーには8点、勝ったプレイヤーには残りの12点が与えられる。チームポイントがどれくらいの比率分配となるかは負けたプレイヤーのS/Lと得点により決定されるようになっており、試合中に勝ち目が見えなくなった段階でも諦めなければ1点でも多くチームに貢献できるようになっている。
1試合で合計100点となるチームポイントを蓄積しながらセッションリーグを戦い抜き、上位に残るとプレイオフに参加できる。このプレイオフを制するとローカルエリアチャンピオンシップに参戦可能となり、優勝するとアメリカ・ラスベガスで行われるAPAナショナル・チャンピオンシップの招待選手として参加ができる。
なお、ビギナーの参加者も多数参加することから、いくつか独自のルールが設定されている。
- 的球の球触りをしてもファールとならない(元の状態に戻して続行)
- 3ファールしてもロストゲームとならない
- 合法的なブレイクが行われないときはプレイヤーを交代せずに再度ブレイク可能
- 試合中にタイムアウトを宣言してチームメンバから助言を得られる(回数はS/Lで規定される)

他、「ダブルヒットコールは認められない」「ジャンプキューによるジャンプショットの禁止」（プレイキューおよびブレイクキューで行うことは許されている。ただし、ブレイクジャンプキューの場合はバットを分離してはいけない。）などがある。

### ネオナインボール
ナインボールのルールを簡素化したもの。コスモスポーツ (ビリヤード)が考案した。ナインボールは番号順に的球を狙っていかなければならないが、その制限を取り除き的球を自由な順番で狙うことができる。
手球を1番から8番の的球に当ててからキャノン・ショット、キス・ショット、コンビネーション・ショットなどで9番を落とした場合はナインボールと同じく勝ちとなる。また、テーブル上に9番しかない状態でファールを犯すと負けとなる。
日本ビリヤード商工連合会より専用のボールも発売されており、一部のビリヤード場ではボールの貸し出しを行っている。

#### ファウル
ネオナインボールでは下記の状況となるとファウルとなる。
- スクラッチしてしまった場合
- 手球がいずれの的球にも当たらなかった場合
- 手球、もしくは的球がテーブルの外に飛び出した場合

「ノークッション・ファウル」「球触り」はファウルとならない。また、球触りをした際には動いてしまった的球を元の位置に戻すか、あるいは戻さずに「現状」から再開するかを競技者同士で話し合い、競技者を変更せずにプレイを続ける。

## ブレイク・ラン・アウト
ブレイクから一度もミスせず、つまり相手にショットさせることなく、1番～9番の的球を全てポケットすること。ただ単に的球をポケットさせるだけでなく、次の的球をポケットしやすい位置に手球をコントロールするポジション・プレイの力が強く要求される。日本語では、1ラック（ここでは用具のラックではなく、ナインボールのゲーム1セットの意）＝1マスの最初から最後まで一人でプレイするという意味でマスワリと呼ばれる。
「ラン・アウト」と略されることもあるが、単に途中で回ってきた複数個のボールを取りきることもラン・アウトと呼ぶ。
- ブレイクでどのボールも落ちずにプレイヤーが交代した後、そのプレイヤーが1番～9番の的球全てを連続してポケットすることを裏マスという。
  - ブレイク9（エース）やキャノン、コンビネーション等、途中で9番がポケットされた場合はマスワリ（裏マス）とは言わない。1番から9番全てをポケットした場合のみマスワリ（裏マス）という。

- ブレイクの結果として多くのボールが落ちたり、あるいは残ったボールの多くが穴のすぐ近くにあり、ポジショニングに神経を割かなくとも自然に撞くだけで全てのボールを容易にポケットできるような配置が出来た状態、また途中にフロックが発生したが取りきった状態を「マスワレ」と呼ぶことがある。謙遜を含む場合がある。

- 一般に、トッププロのマスワリ率は5割を下回ることがない。正常なコンディションのテーブルにおいてはブレイクショットでボールがポケットされる確率が100%近くなるためで、また前述のように途中で9ボールを落としにいくケースやセーフティプレイ等で難しい配球を自分に有利にコントロールする等によって、マスワリ以外を併せればブレイク権を有しているラックの勝率はさらに高くなる。

- ナインボールに限らず、獲得したラックの数を競うテンボール、エイトボールにおいてもブレイク・ラン・アウト＝マスワリという用語を用いるが、日本においては狭義での「マスワリ」はナインボールのそれを指す。プロ選手のプロフィールにも、単に「公式戦での8連マスワリの日本記録を保持」などと書かれる等。